# Rawdangijn Deczinmaa
Rawdangijn Deczinmaa (mong. Равдангийн Дэчинмаа; ur. 19 lutego 1971) – mongolska judoczka. Olimpijka z Barcelony 1992, gdzie zajęła dwudzieste miejsce w wadze półlekkiej.

## Letnie Igrzyska Olimpijskie 1992
| Konkurencja | Eliminacje             | Klas. końcowa |
| Konkurencja | Przeciwnik I           | Miejsce       |
| ----------- | ---------------------- | ------------- |
| 52 kg       | Paula Saldanha (POR) P | 20.           |